# مسعود بن وانودين
 مَسْعُود بن وانودين آخر أمراء مغرواة من بنو خزر الذين حكموا سجلماسة ودرعة.

## حكمه
بسبب انشغال بلقين بن زيري ببرغواطة، والذي كان يقود حملة عسكرية كبرى تحت راية الدولة الفاطمية على المغرب الأقصى، استطاع والده وانودين بن خزرون الاستيلاء على صيرون من أعمال فاس وعلى جميع قصور ملوية وضمها لسلطته إلى وفاته، فورث ابنه مسعود هذه الإمارة. يروي ابن خلدون أنه لم يقف على تاريخ ولايته ومهلك أبيه.

## الوفاة
وصلت لسكان سجلماسة أخبار ثورة المرابطين الملثمين فاجْتمع فقهاء سجلماسة ودرعة واتفقوا على مراسلة عبد الله بن ياسين ويحيى بن عمر يطلبونهم تطهير بلادهم مما كانوا يرونه مُنْكَرَات وَقسوة مسعود بن وانودين على أهل الْعلم وَالدّين.
وجاء الجواب حوالي 444 - 447 هـ عندما خرج جَيش كثيف من المرابطين إِلَى بِلَاد درعة، والتقوا بعَامل مَسْعُود بن وانودين فنفوه عَنْهَا وَوجدوا بهَا خمسين ألف نَاقَة لمسعود وَكَانَت ترعى هُنَالك فاكتسحها عبد الله بن ياسين،

 ووصل الْخَبَر لمسعود فَجمع جيشه وَخرج نَحوه فَالتقى بالمرابطين بَين درعة وسجلماسة فجرت معارك طاحنة انتصر فيها المرابطين وقتل مَسْعُود مع معظم جيشه وفر الْبَاقُونَ.
أخْرج عبد الله بن ياسين الخمس من الدواب والأسلحة والأموال والْإِبِل التي اكتسحها في درعة وفرقه على فُقَهَاء سجلماسة ودرعة وَقسم الْأَرْبَعَة أَخْمَاس الأخرى على المرابطين. وتوجه إلى سجلماسة فَدَخلَهَا وَقتل من وجد بهَا من أمراء مغراوة وَغير مَا وجد بهَا من منكرات حسب مفهوم الفقهاء، كآلات الموسيقى ونحو ذلك، وأحرق الدّور الَّتِي كَانَت تبَاع بهَا الخمر وأزال الضرائب التي كانت تخنق الناس كالمكوس وعين على سجلماسة عَاملا من لمتونة.